# Arnold G. Reichenberger
Arnold Gottfried Reichenberger (* 2. März 1903 in Karlsruhe; † 5. August 1977 in Newtown Township, Pennsylvania) war ein deutscher Romanist, der in Italien und als Hochschullehrer in den Vereinigten Staaten gewirkt hat.

## Leben und Werk
Reichenberger studierte in Heidelberg, München und Berlin, war Gymnasiallehrer von Latein und Griechisch und promovierte 1929 in Heidelberg mit Studien zum Erzählungsstil des Titus Livius (Karlsruhe 1931). Seit 1921 gehörte er den Philologischen Verbindung Cimbria Heidelberg an. Wegen seiner jüdischen Abstammung wurde er 1933 aus dem Schuldienst entlassen, emigrierte 1934 nach Mailand und unterrichtete Deutsch an der dortigen Universität. 1936 qualifizierte er sich zum Dottore in Lettere.
1938 ging er ins Exil in die Vereinigten Staaten und war dort zuerst Associate Professor für Moderne Sprachen (italienisch) an der New School for Social Research in New York, von 1940 bis 1942 Dozent für Deutsch und Philosophie an der Capital University in Columbus (Ohio). 1942 begann er an der Ohio State University in Columbus das Studium des Spanischen und erwarb 1946 zum dritten Mal den Doktorgrad (Ph. D.).
Er ging an die University of Pennsylvania (Penn) in Philadelphia und war dort nach Anfängen als Dozent und Associate Professor von 1961 bis 1973 ordentlicher Professor für Spanisch, von 1965 bis 1967 auch Leiter des Departments für Romanische Sprachen.
Er war Mitherausgeber der Zeitschrift Hispanic Review. 

Reichenberger wohnte mit seiner rumänischen Frau, der Künstlerin Nella Reichenberger, in Newtown Township.

## Schriften (Auswahl)
- La grammatica tedesca non lo dice (Was nicht in der Grammatik steht), 3. Auflage,  Mailand 1936
- Il tedesco per l’italiano autodidatta. Grammatica pratica per lo studio della lingua tedesca, con la pronunzia figurata, la nomenclatura illustrata, la traduzione interlineare dei brani di lettura e la chiave degli esercizi (zusammen mit Benvenuto Terracini), Mailand 1941 (zuletzt 1958)
- (Hrsg.) El embuste acreditado von Luis Vélez de Guevara [1579-1644], Granada 1956
- (Hrsg.) Carlos V. en Francia (von Lope de Vega), ed. from the autograph manuscript with introduction and notes, Philadelphia 1962
- (Hrsg. zusammen mit Russell P. Sebold) Studies in memory of Ramon Menendez Pidal, Philadelphia 1970
- (Hrsg. zusammen mit Augusta Espantoso Foley)  El primero Benavides (von Lope de Vega), edited from the autograph manuscript with introduction and notes, Philadelphia 1973
- Spanish drama of the Golden Age. A catalogue of the manuscript collection at the Hispanic Society of America  (zusammen mit J.M. Regueiro), 2 Bde., New York 1984